# JoongAng Ilbo
JoongAng Ilbo là một tờ báo có trụ sở tại Seoul, Hàn Quốc. Đây là một trong ba tờ báo lớn tại Hàn Quốc. Tờ báo phát hành khoảng 1,96 triệu bản mỗi ngày tại Hàn Quốc vào năm 2004. Số lượng trang trung bình trong một số báo là 52. Tờ báo cũng có một phiên bản tiếng Anh, JoongAng Daily, với sự kết hợp cùng Diễn đàn Người đưa tin Quốc tế.

## Lịch sử
Tờ báo được xuất bản lần đầu tiên vào ngày 22 tháng 9 năm 1965 bởi Lee Byung-chull, người sáng lập ra Tập đoàn Samsung. Tờ báo từng thuộc về Công ty Phát thanh-Truyền hình Tongyang (TBC), cũng là một thành viên của Samsung. Năm 1980, JoongAng Ilbo cùng với TBC và TBC hợp nhất với KBS. Từ năm 1995, tờ báo trở thành một nhật báo buổi sáng. Ngày 18 tháng 3 năm 2007, tờ báo cho ra đời một phiên số báo Chủ nhật được gọi là JoongAng Chủ Nhật.

## Thế giới
Tờ báo có một phiên bản tại Hoa Kỳ, với các chi nhánh tại Toronto cho đến Buenos Aires. Công ty mẹ của tờ báo, JMnet (Hệ thống Truyền thông JoongAng) cũng nắm quyền phát hành Newsweek Korea và Forbes Korea.